# Apol·lònia de l'Euxí
Apol·lònia de l'Euxí (en grec antic Ἀπολλωνία) era una ciutat de Tràcia, al Pont Euxí, al sud de Mesèmbria i del riu Anquialos, que va ser una colònia de Milet. Tenia dos grans ports i la major part de la ciutat estava situada en una petita illa.
Formà part del regne dels Odrisis. Posseïa un temple d'Apol·lo i una estàtua colossal d'aquest déu feta de bronze i obra de Calamis, que Marc Licini Lucul va portar a Roma i va col·locar al Capitoli. A la ciutat i va néixer probablement el filòsof presocràtic Diògenes Apol·loniates i l'orador Isòcrates d'Apol·lònia.
A l'edat mitjana es deia Sozòpolis (Σωζόπολις) i modernament Sizeboli, Siseboli o Sozòpol.